# انجمن بین‌المللی تولیدکنندگان نفت و گاز
انجمن بین‌المللی تولیدکنندگان نفت و گاز، (انگلیسی: International Association of Oil & Gas Producers) از همکاری و گردهمایی جهانی شرکت‌های نفت و گاز دولتی، خصوصی و تحت نظارت دولت‌ها، انجمن‌های نفت و گاز کشورهای مختلف و همچنین شرکت‌های اصلی فعال در اجرای پروژه‌های بالادستی، تشکیل شده‌است. کشورهای عضو این انجمن بیش از نیمی از نیازهای نفتی و تقریباً یک سوم مصرف گاز جهان را تأمین می‌کنند.
انجمن بین‌المللی تولیدکنندگان نفت و گاز، در سال ۱۹۴۷، با هدف ایجاد ارتباط مؤثر بین صنایع بالادستی و شبکه پیچیده‌ای از دستگاه‌های نظارتی بین‌المللی تشکیل شد.
این نهاد، که در ابتدا تحت عنوان «مجمع اکتشاف و تولید» شناخته شده بود، در سال ۱۹۹۹ «انجمن بین‌المللی تولیدکنندگان نفت و گاز» نام گرفت. تأمین منافع صنایع بالادستی در مقابل دستگاه‌های نظارتی و قانون‌گذار بین‌المللی، بخش مهمی از مأموریت این انجمن را تشکیل می‌دهد.
انجمن بین‌المللی تولیدکنندگان نفت و گاز که مقر اصلی آن در لندن است، به عنوان نماینده صنعت نفت و گاز در چندین نهاد سازمان ملل، نظیر سازمان جهانی دریانوردی و کمیته توسعه پایدار، حضوری فعال دارد، ضمن آنکه همکاری‌های مستمر خود را نیز با بانک جهانی و سازمان بین‌المللی استاندارد حفظ کرده و علاوه بر آن، تاکنون از سوی چندین نهاد منطقه‌ای؛ از جمله کمیسیون اُسپار (کمیسیون حفاظت محیط زیست دریایی در آتلانتیک شمال شرقی)، کمیسیون هلسینکی و کنوانسیون بارسلون به رسمیت شناخته شده‌است.
انجمن تولیدکنندگان نفت و گاز از طریق دفتر خود در بروکسل، در جهت ایجاد ارتباط و برگزاری مذکرات بین صنایع بالادستی و اتحادیه اروپا فعالیت می‌کند و در این راستا با کمیسیون و پارلمان اروپا به‌طور منظم در تماس است.
این انجمن همچنین برای نیل به پیشرفت‌های مستمر در ایجاد ایمنی، تأمین بهداشت و حفاظت از محیط زیست و همچنین مهندسی و اجرای پرژه‌های بالادستی، و بهره‌برداری از آن‌ها به کشورهای عضو کمک می‌کند. ارتباط گسترده این انجمن با جامعه بین‌المللی، دانش غنی، اطلاعات وسیع و تجارب ارزنده‌ای را برای آن به ارمغان آورده است. کمیته‌های انجمن بین‌المللی تولیدکنندگان نفت و گاز و گروه‌های کار، وظیفه انتقال و تبادل این اطلاعات را از طریق چاپ نشریات و برگزاری سمینارها و همایش متعدد در سرتاسر دنیا به عهده دارند.
انجمن بین‌المللی صادرکنندگان نفت و گاز در جهت ارتقای سطح آگهی فعالان این صنعت، نسبت به مسائل مربوط به مسئولیت شرکتی تلاش می‌کند، ضمن آنکه، شفافیت سازی درآمدها و مبارزه با فساد مالی نیز، بخش دیگری از فعالیت‌های این انجمن را، تشکیل می‌دهد.